# Drum (MØ)
Drum è un singolo della cantante danese MØ, pubblicato il 7 ottobre 2016 dalla Sony Music Entertainment.

## Tracce
1. Drum – 3:04 (Michael Tucker, Charlotte Emma Aitchison, Jonnali Mikaela Parmenius)